# オートノミックコンピューティング
オートノミックコンピューティング（英: Autonomic Computing, AC）または自律型コンピューティングは、人間の自律神経のように、コンピュータが自律的に自己管理を行うという考え方、またはその技術の総称である。

## 名称
自律神経 (Autonomic nerves) より付けられた。「自律コンピューティング」、「自律型-」、「自律的-」などと訳されることもある。

## 概要
オートノミックコンピューティングは2001年3月にIBMにより提唱され、以下の4要素により構成されるとされる。
- 自己構成 (Self-configuring)
- 自己修復 (Self-Healing)
- 自己最適化 (Self-optimizing)
- 自己防御 (Self-protecting)

これらにより、複雑さを増した現在のコンピュータの構築・管理・運用に対して、変化への対応の迅速化、複雑さの低下、信頼性や可用性の向上などが実現されるとしている。なお、元々のプロジェクト名はプロジェクト・イライザ(Project eLiza)と呼ばれていた。
実際の範囲や技術は非常に広く、各製品（ハードウェア、ソフトウェア）のデフォルト値やインストーラーの改善から、最適化ツールの提供、不正侵入検知時のインターネット経由の自動更新による自己防衛、仮想化技術と連携したユーザー増加や障害発生時の自動のリソース移動（プロビジョニング）、更にはこれらを取り入れたデータセンターの提案まで、さまざまである。
IBMはオートノミック・コンピューティング・テクノロジー・センター(ACTC)を、2005年に日本の大和研究所内、2007年4月にインドのバンガロールにも開設した。
オートノミック・コンピューティングは1ベンダーだけでは実現できないため、IBMは 2003年4月にリファレンス・アーキテクチャーである「オートノミック・コンピューティングのアーキテクチャーに関するブループリント」と、Eclipseベースの「オートノミック・コンピューティング(AC)ツールキット」を発表し、OASIS、DMTFなどの標準化団体と協業し、2004年11月には富士通と自律型システム技術の標準化の協業を発表した。
ヒューレット・パッカード(HP)のhpユーティリティ・データ・センタ(Utility Data Center)や、サン・マイクロシステムズのN1などに相当すると考えられ、大手ベンダー間の標準化競争の側面もある。なおベンダーによっては自律型技術を搭載したコンピュータを、オーガニック（有機体）コンピュータと呼ぶこともある。
現在のクラウドコンピューティングやネットワーク・コンピューティングを、インフラ面で支える技術でもある。